# Recuita simulada
La recuita simulada (simulated annealing en anglès) és una tècnica de cerca utilitzada en informàtica o aplicacions d'intel·ligència artificial per trobar solucions aproximades a un problema d'optimització. Està basat en una tècnica de la indústria metal·lúrgica que consisteix a escalfar i refredar lentament un material de manera que els àtoms s'alliberen de les seves posicions inicials i es mouen aleatòriament per l'espai donant-los més possibilitats (durant el refredament) a allotjar-se finalment en estats d'energia menors.
L'algorisme consisteix a partir d'una solució inicial i després seleccionar una nova solució aleatòria propera a la solució inicial. Si la nova solució és millor que l'anterior, l'algorisme es mou cap al nou punt (solució), sinó té una certa probabilitat de quedar-se amb la solució anterior i una altra de moure's cap a la nova solució (encara que aquesta sigui pitjor). Aquest procés es repeteix fins que es doni la condició d'acabament que normalment és un temps determinat, un nombre d'iteracions o un cert nivell de qualitat de la solució. La probabilitat de moure's cap a posicions "pitjors" serveix per a evitar que l'algorisme quedi estancat en òptims locals o zones planes i busqui la solució final d'una manera global.

## Esquema de l'algorisme
A continuació es mostra un esquema en pseudocodi de la implementació de l'algorisme.
- Inicialitzar: 
  - Establir {\displaystyle \beta =\beta _{0}} on {\displaystyle \beta =1/T} on {\displaystyle T} és el paràmetre temperatura.
  - Establir {\displaystyle k=0} (passos de temperatura)
  - Establir {\displaystyle n_{\beta }=0} (nombre d'iteracions per pas de temperatura)

- Generar una configuració aleatòria {\displaystyle x_{0}^{*}} de l'argument de la funció objectiu a minimitzar.

- (GEN_RND) Fer evolucionar la configuració inicial {\displaystyle x_{0}} cap a una configuració pertorbada, {\displaystyle x^{*}} fent una modificació petita: {\displaystyle x_{0}+\delta x\rightarrow x^{*}}

- Si {\displaystyle f(x^{*})<f(x_{0}):} accepta {\displaystyle x^{*}}. Sinó, accepta {\displaystyle x^{*}} amb probabilitat {\displaystyle \exp(-\beta \Delta f)}
  - Fer {\displaystyle n_{\beta }\leftarrow n_{\beta }+1}
  - Si {\displaystyle n_{\beta }\leq n_{\beta }^{MAX}} vés a (GEN_RND)
  - Incrementar la temperatura inversa {\displaystyle \beta \leftarrow \beta +\delta \beta }
  - Fer {\displaystyle k\leftarrow k+1}. Si {\displaystyle k<k_{MAX}} vés a (GEN_RND) sinó (Acaba)
  - Acaba